# 牧場物語 重聚礦石鎮
《牧场物语 重聚矿石镇》是Marvelous於2019年10月17日在任天堂Switch平台发售的游戏。本作是2003年GBA平台上《牧场物语：矿石镇的伙伴们》和《牧场物语：矿石镇的伙伴们女生版》的完整重制版，同时也是Marvelous在任天堂Switch平台发布《牧场物语》系列作品的第一波。
遊戲於2020年7月15日在Windows的Steam平台全球同步發售。

## 游戏内容
和其他系列作品一样，玩家可以在游戏中种植作物、照顾动物、钓鱼等，还可以和矿石镇上居民谈恋爱、结婚。此外，玩家可以在矿场挖矿、泡温泉，请小矮人们帮忙做农活，甚至和女神结婚等。

## 重制内容
与原版相比，除了游戏画面品質的更新，并3D化之外，本次重制版还新增了全新的动物宠物和两位可恋爱的全新NPC，同时，部分人物的立绘也有所更改。